# Llops bruts
Llops bruts (títol original en castellà: Lobos sucios) és una pel·lícula de 2016 dirigida per Simón Casal. Fa una interpretació lliure dels fets que van ocórrer a dos municipis de la província d'Ourense durant els anys de la Segona Guerra Mundial. Ha estat doblada al català.

## Argument
Manuela (interpretada per Marian Álvarez), una minera que sofreix el rebuig dels altres per ser mig bruixota, decideix robar als nazis per a tractar de curar a la seva filla malalta. En aquesta aventura, compta amb l'ajuda de Candela (interpretada per Manuela Vellés), la seva germana petita. El que es pretén és mostrar com dues mineres gallegues van poder canviar el curs de la història durant la Segona Guerra Mundial (1939-1945).
La pel·lícula fa una interpretació lliure de dos fets que van tenir lloc en la Galícia d'aquella època: Les mines de Wolframi que es trobaven en la parròquia orensana de Casaio i la història de les germanes Touza de Ribadavia, els qui havien salvat a centenars de jueus.

## Repartiment
- Marian Álvarez com Manuela
- Manuela Vellés com Candela
- Isak Férriz com Miguel Peña
- Pierre Kiwitt com Franz
- Thomas Coumans com Edgar
- Sam Louwyck com Bryan
- Ricardo de Barreiro com Virutas
- Xosé Manuel Esperante com Márquez
- Rosa Álvarez com Rosalía
- Mara Sánchez com Vicenta
- Luísa Merelas com María

## Crítiques
| «                                      | "Interessant punt de partida, dues estupendes actrius (...) no acaba de funcionar. Queda una pel·lícula confusa amb un potencial innegable que li hauria calgut una mica més de concreció. (...) Puntuació: ★★ (sobre 5)" | » |
| — Beatriz Martínez: Diari El Periódico | |   |

| «                                  | "Per a rastrejadors de la nostra memòria històrica. El millor: Marian Álvarez, en un paper de substància. El pitjor: la història avança a trompades. (...) Puntuació: ★★★ (sobre 5)" | » |
| — Jordi Batlle Caminal: Fotogramas | |   |

## Palmarès
14a edició dels Premis Mestre Mateo
| Categoria                     | Persona                                                  | Resultat   |
| ----------------------------- | -------------------------------------------------------- | ---------- |
| Millor llargmetratge          | Millor llargmetratge                                     | Nominada   |
| Millor actor secundari        | Ricardo de Barreiro                                      | Nominat    |
| Millor actriu protagonista    | Marian Álvarez                                           | Nominada   |
| Millor actriu secundària      | Manuela Vellés                                           | Nominada   |
| Millor direcció               | Simón Casal                                              | Nominat    |
| Millor direcció de fotografia | Sergi Gallardo                                           | Nominat    |
| Millor direcció artística     | Antonio Pereira                                          | Guanyador  |
| Millor direcció de producció  | Carlos Amoedo                                            | Nominat    |
| Millor guió                   | Paula Cons Felipe Rodríguez Noelia del Río Carmen Abarca | Nominats   |
| Millor muntatge               | Jordi López                                              | Nominat    |
| Millor música original        | Sergio Moure                                             | Nominat    |
| Millor so                     | Guilhem Donzel Srdjan Kurpjel M.P.S.Z.                   | Nominats   |
| Millor vestuari               | Marta Anta                                               | Guanyadora |
| Millor maquillatge i pentinat | Oriane de Neve Antonella Prestigia                       | Nominades  |